# Batis del Senegal
La batis del Senegal (Batis senegalensis) és un ocell de la família dels platistèirids (Platysteiridae).

## Hàbitat i distribució
Viu a sabanes obertes i estepes amb acàcies del Senegal, Gàmbia, sud de Mauritània, Guinea, sud de Mali, Burkina Faso, Guinea, Sierra Leone, Costa d’Ivori, Ghana, Togo, Benín, Nigèria, sud de Níger, i Camerun.